# Peter Gabriel (album, 1982)
Peter Gabriel (označováno též jako Security) je čtvrté studiové album Petera Gabriela. Album vyšlo v září 1982. Jedná se o jeho čtvrté a zároveň poslední eponymní album. Album produkoval David Lord ve spolupráci s Gabrielem. Album vyšlo také s německými texty pod názvem Deutsches Album.

## Seznam skladeb
Autorem všech skladeb je Peter Gabriel.
| Pořadí         | Název                          | Délka |
| -------------- | ------------------------------ | ----- |
| 1.             | The Rhythm of the Heat         | 5:15  |
| 2.             | "San Jacinto                   | 6:21  |
| 3.             | I Have the Touch               | 4:30  |
| 4.             | The Family and the Fishing Net | 7:08  |
| 5.             | Shock the Monkey               | 5:23  |
| 6.             | Lay Your Hands on Me           | 6:03  |
| 7.             | Wallflower                     | 6:30  |
| 8.             | Kiss of Life                   | 4:17  |
| Celková délka: | Celková délka:                 | 45:27 |

## Obsazení
- Peter Gabriel – zpěv, klávesy
- Tony Levin – baskytara
- David Rhodes – kytara
- Jerry Marotta – bicí, perkuse
- Larry Fast – syntezátory
- John Ellis – baskytara (1, 3, 8), kytara (2, 4)
- Roberto Laneri – saxofon (4)
- Morris Pert – timbales (6), perkuse (8)
- Stephen Paine – Fairlight CMI (4)
- David Lord – syntezátory (6, 7), klavír (7, 8)
- Peter Hammill – doprovodný zpěv (4, 5, 6)
- Jill Gabriel – baskytara (2)
- Tony Levin – baskytara (1, 2, 3, 5, 6, 7) Chapman Stick (2, 4)
- Ekome Dance Company – ghanské bubny (1)
- Simon Phillips – bicí (3)
- Chris Hughes – programování Linn LM-1 (5)